# Джон Джордж Чемпіон
Джон Джордж Чемпіон (1815—1854) — англійський військовий, ботанік і дослідник.

## Життєпис
У 1831 році він отримав звання прапорщика в 95-му полку, а в 1838 році пішов на іноземну службу, отримавши звання капітана. Після перебування на Іонічних островах його обов'язки привели його на Цейлон, а звідти в 1847 році в Гонконг. Під час перебування на Іонійських островах Керкіра (Корфу) і Кефалонія (Cefalonia) він опублікував короткі нотатки з природної історії комах під псевдонімом «Іонік» (або «Йонік»). Джон зібрав велику різноманітність рослин з Китаю, і він повернувся до Англії в 1850 році.
Джон повернувся перед Кримським боєм, командуючи 95-м полком, і помер у госпіталі Скутарі 30 листопада 1854 року від поранень, отриманих під час командування своїм полком у битві під Інкерманом.
|  | Бережи, Боже, його душу, бравого воїна. |

## Вшанування
На його честь названо понад сімдесят біологічних видів, у тому числі:
- (Acanthaceae) Ecbolium championii K. Кунце
- (Acanthaceae) Justicia championii Т. Андерсон і Дж. Бентам.
- (Aristolochiaceae) Aristolochia Championii Мерр. і Чун
- (Boraginaceae) Ehretia Championii Вайт і Дж. Гарднер та Ч. Кларк
- (Fagaceae) Cyclobalanopsis championii Oerst.
- (Rubiaceae) Neurocalyx championii Дж. Бентам та Туейтс